# 阳山束腰蟹
阳山束腰蟹（学名：Somanniathelphusa yangshanensis）为束腹蟹科束腰蟹属的动物。在中国大陆，分布于广西等地，多栖息于水田、沟渠泥洞中。